# Miguel Gómez Burgos
Miguel Gómez Burgos   (Mèrida, 31 de desembre de 1943), conegut com a Curro nom que heretà del seu germà Francisco, fou un futbolista espanyol de la dècada de 1960.
Es formà al club Imperio de Mérida. Amb 17 anys va ser a prova al juvenil del Reial Madrid diversos mesos, però no quallà i finalment marxà a l'Elx CF amb 18 anys.
Amb l'Elx debutà a primera divisió la temporada 1965-66. Hi va jugar durant vuit temporades, fins a la 1971-72, en la qual ingressà al RCD Espanyol. A l'Elx jugava a la posició de davanter, mentre que a l'Espanyol endarrerí la seva posició fins al mig del camp.
Disposà de pocs minuts i abans de finalitzar la temporada marxà a Mèxic, a l'Atlético Español. Retornà a Espanya en acabar la temporada per fitxar per la UD Salamanca, amb el qual ascendí a segona divisió.
Continuà la seva carrera com a entrenador a CP Cacereño, CD Don Benito, Mérida Industrial CF, Atlético Marbella i SD Ibiza (1979-84).